# Cesarica
Cesarica (italsky Cesarizza) je malá vesnice a přímořské letovisko v Chorvatsku v Licko-senjské župě, spadající pod opčinu Karlobag. Nachází se pod pohořím Velebit, asi 5 km severozápadně od Karlobagu. V roce 2001 zde trvale žilo 144 obyvatel.
Sousedními vesnicemi jsou Karlobag a Prizna.
Zdejší obyvatelé se zabývají především turismem, zemědělstvím a rybolovem.